# Élection cantonale française partielle
Les élections cantonales partielles en France se déroulent en dehors de toute campagne nationale et de l'échéance prévue normalement.
Les élections cantonales furent remplacées à partir de 2015 par les élections départementales.

## Le remplacement d'un conseiller général
L'article L-221 du code électoral prévoit le remplacement d'un conseiller général :

« En cas de vacance par décès, option, démission, par une des causes énumérées aux articles L. 205, L. 209 et L. 210 et à l'alinéa 1 de l'article 19 de la loi du 10 août 1871 ou par toute autre cause, les électeurs doivent être réunis dans le délai de trois mois.
Toutefois, si le renouvellement d'une série sortante doit avoir lieu dans les trois mois de la vacance, l'élection partielle se fait à la même époque.
Le président du conseil général est chargé de veiller à l'exécution du présent article. Il adresse ses réquisitions au représentant de l'État dans le département et, s'il y a lieu, au ministre de l'Intérieur. »

### Institution d'un suppléant
Depuis les élections cantonales françaises de 2008, un suppléant est élu en même temps que le conseiller général en vue de le remplacer dans les cas évoqués ci-dessus. L'article 4 de la loi no 2007-128 du 31 janvier 2007 tendant à promouvoir l'égal accès des femmes et des hommes aux mandats électoraux et fonctions électives a ainsi conduit à la modification de l'article L. 210-1 du code électoral dans les termes suivants : « [La déclaration de candidature] mentionne également la personne appelée à remplacer le candidat comme conseiller général dans le cas prévu à l'article L. 221. Les articles L. 155 et L. 163 sont applicables à la désignation du remplaçant. Le candidat et son remplaçant sont de sexe différent. ».
Outre le fait qu'elle permet une meilleure parité au sein des assemblées départementales, cette disposition permet également de réduire le nombre d'élections cantonales partielles.
En cas de vacance d'un conseiller général élu avant cette date, et dans les cas non prévus à l'article L. 221, il est procédé à une élection partielle.

## Liste des élections cantonales partielles
MI = site du ministère de l'Intérieur

### Élections cantonales partielles en 1946
- Canton de Bourbon-Lancy, Saône-et-Loire, le 27 janvier 1946.
- Canton de Longjumeau, Seine-et-Oise, les 24 et 31 mars 1946.

- Canton de Saint-Germain-du-Bois, Saône-et-Loire.
- Canton de Verdun-sur-le-Doubs, Saône-et-Loire.

### Élections cantonales partielles en 1947
- Canton de Montchanin, Saône-et-Loire, le 9 novembre 1947.

### Élections cantonales partielles en 1965
- Canton de Cuiseaux, Saône-et-Loire.

### Élections cantonales partielles en 1966
- Canton de Chalon-sur-Saône-Nord, Saône-et-Loire, les 20 et 27 novembre 1966.

- Canton du Creusot, Saône-et-Loire.

### Élections cantonales partielles en 1968
- Canton de Montcenis, Saône-et-Loire.

### Élections cantonales partielles en 1969
- Canton de Saint-Sever, Landes, le 9 février 1969.
- Canton de Royan, Charente-Maritime, les 9 et 16 mars 1969.

- Canton de Beaurepaire-en-Bresse, Saône-et-Loire.
- Canton de Palinges, Saône-et-Loire.

### Élections cantonales partielles en 1970
- Canton de Caen-Ouest, Calvados, le 13 septembre 1970.

### Élections cantonales partielles en 1971
- Canton de Redon, Ille-et-Vilaine, le 10 janvier 1971.
- Canton d'Elven, Morbihan, le 14 mars 1971.
- Canton de Bourguébus, Calvados, le 18 avril 1971.
- Canton de Torigni-sur-Vire, Manche, le 26 septembre 1971.
- Canton d'Alès-Est, Gard, le 3 octobre 1971.
- Canton de Fournels, Lozère, le 10 octobre 1971.

- Canton de Digoin, Saône-et-Loire.

### Élections cantonales partielles en 1972
- Canton de Saint-Pierre-d'Oléron, Charente-Maritime, les 30 janvier et 6 février 1972.
- Canton de Corbie, Somme, les 16 et 23 juillet 1972.
- Canton de Montgeron, Essonne, les 17 et 24 septembre 1972.
- Canton d'Orbec, Calvados, les 15 et 22 octobre 1972.

### Élections cantonales partielles en 1973
- Canton de Surgères, Charente-Maritime, les 1er et 8 avril 1973.
- Canton de Montpellier-I, Hérault, les 18 et 25 novembre 1973.
- Canton de Saint-Georges-lès-Baillargeaux, Vienne, les 18 et 25 novembre 1973.
- Canton de Chaulnes, Somme, les 16 et 23 décembre 1973.

- Canton de Paray-le-Monial, Saône-et-Loire.

### Élections cantonales partielles en 1974
- Canton de La Tremblade, Charente-Maritime, les 20 et 27 janvier 1974.
- Canton de Petreto-Bicchisano, Corse, les 6 et 13 octobre 1974.
- Canton de Valréas, Vaucluse, les 6 et 13 octobre 1974.
- Canton de Dompaire, Vosges, les 6 et 13 octobre 1974.
- Canton de Pont-l'Évêque, Calvados, les 27 octobre et 3 novembre 1974.
- Canton de La Roche-Bernard, Morbihan, le 15 décembre 1974.
- Canton du Faouët, Morbihan, les 15 et 22 décembre 1974.

- Canton d'Ailly-sur-Noye, Somme.

### Élections cantonales partielles en 1975
- Canton de Feurs, Loire, le 2 mars 1975.
- Canton de Perreux, Loire, les 2 et 9 mars 1975.
- Canton de Collonges, Ain, les 2 et 9 mars 1975.
- Canton de Caen-VI, Calvados, les 9 et 16 mars 1975.
- Canton de Trévières, Calvados, le 15 juin 1975.
- Canton d'Amiens-Nord-Est, Somme, les 15 et 22 juin 1975.
- Canton de Laignes, Côte-d'Or, les 20 et 27 juillet 1975.
- Canton de Sully-sur-Loire, Loiret, les 20 et 27 juillet 1975.

- Canton d'Autun-Nord, Saône-et-Loire.

### Élections cantonales partielles en 1976
- Canton de Creully, Calvados, les 13 et 20 juin 1976.
- Canton de Caumont-l'Éventé, Calvados, le 12 et 19 décembre 1976.
- Canton d'Issigeac, Dordogne, le 12 et 19 décembre 1976.
- Canton de la Haye-du-Puits, Manche, le 12 et 19 décembre 1976.

- Canton de Maintenon, Eure-et-Loir.

### Élections cantonales partielles en 1977
- Canton de Rochefort-Sud, Charente-Maritime, les 20 et 27 février 1977.
- Canton de Toulouse-IX, Haute-Garonne, les 13 et 20 mars 1977.
- Canton de Saint-Malo-Sud, Ille-et-Vilaine, les 13 et 20 mars 1977.
- Canton de Montguyon, Charente-Maritime, les 5 et 12 mai 1977.
- Canton de Noisy-le-Grand, Seine-Saint-Denis, les 12 et 19 juin 1977.
- Canton de Châtellerault-Nord, Vienne, les 26 juin et 3 juillet 1977.
- Canton de Crémieu, Isère, les 26 juin et 3 juillet 1977.
- Canton de Molsheim, Bas-Rhin, les 26 juin et 3 juillet 1977.
- Canton de Périgueux-Ouest, Dordogne, les 28 août et 4 septembre 1977

### Élections cantonales partielles en 1978
- Canton de Chennevières-sur-Marne, Val-de-Marne, les 12 et 19 février 1978.
- Canton de Vincennes-Fontenay-Nord, Val-de-Marne, les 12 et 19 février 1978.
- Canton de Cajarc, Lot, les 11 et 18 juin 1978.
- Canton d'Aiguebelle, Savoie, le 18 juin 1978.
- Canton de Sainte-Anne-2, Guadeloupe, le 18 juin 1978.
- Canton de Noyers-sur-Jabron, Alpes-de-Haute-Provence, les 18 et 25 juin 1978.
- Canton de Toulouse-XIV, Haute-Garonne, les 18 et 25 juin 1978.
- Canton d'Ailly-le-Haut-Clocher, Somme, le 10 septembre 1978.
- Canton de Crécy-en-Ponthieu, Somme, le 10 septembre 1978.
- Canton de Gagny, Seine-Saint-Denis, les 19 et 26 novembre 1978.
- Canton de Sevran, Seine-Saint-Denis, les 19 et 26 novembre 1978.
- Canton de Saintes-Sud, Charente-Maritime, le 3 décembre 1978.

### Élections cantonales partielles en 1979
- Canton de Chatou, Yvelines, les 6 et 13 mai 1979.
- Canton de Lussan, Gard, le 13 mai 1979.
- Canton de Moulins-Engilbert, Nièvre, le 13 mai 1979.
- Canton de Sainte-Anne-2, Guadeloupe, le 20 mai 1979.
- Canton de Saint-Pardoux-la-Rivière, Dordogne, les 20 et 27 mai 1979.
- Canton d'Annecy-Nord-Ouest, Haute-Savoie, les 17 et 24 juin 1979.
- Canton de Lezoux, Puy-de-Dôme, les 17 et 24 juin 1979.
- Canton de Troarn, Calvados, les 17 et 24 juin 1979.
- Canton de Fours, Cantal, les 24 juin et 1er juillet 1979.
- Canton de Ruffec, Charente, les 8 et 15 juillet 1979.
- Canton de Colmars-les-Alpes, Alpes-de-Haute-Provence, les 22 et 29 juillet 1979.
- Canton des Vans, Ardèche, les 29 juillet et 5 août 1979.
- Canton de Cerisy-la-Salle, Manche, les 19 et 26 août 1979.
- Canton de Prayssas, Lot-et-Garonne, les 23 et 30 septembre 1979.
- Canton de Saint-Gervais-sur-Mare, Hérault, les 30 septembre et 7 octobre 1979.
- Canton de Hucqueliers, Pas-de-Calais, le 7 octobre 1979.
- Canton de Mesvres, Saône-et-Loire, les 14 et 21 octobre 1979.
- Canton de Seltz, Bas-Rhin, les 14 et 21 octobre 1979.
- Canton du Bugue, Dordogne, les 21 et 28 octobre 1979.
- Canton de Castillonnès, Lot-et-Garonne, les 21 et 28 octobre 1979.
- Canton de Baud, Morbihan, le 18 et 25 novembre 1979.
- Canton de Saint-Rémy-sur-Durolle, Puy-de-Dôme, le 2 décembre 1979.
- Canton de Montgeron, Essonne, les 2 et 9 décembre 1979.
- Canton de Vatan, Indre, les 9 et 16 décembre 1979.
- Canton de Bordeaux-3, Gironde, les 9 et 16 décembre 1979.

### Élections cantonales partielles en 1980
- Canton de Saint-Affrique, Aveyron, les 6 et 13 janvier 1980.
- Canton de Luz-Saint-Sauveur, Hautes-Pyrénées, les 20 et 27 janvier 1980.
- Canton de Bouilly, Aube, les 3 et 10 février 1980
- Canton de Bapaume, Pas-de-Calais, les 10 et 17 février 1980.
- Canton de Saint-Gengoux-le-National, Saône-et-Loire, les 10 et 17 février 1980.
- Canton de Bastia-I, Haute-Corse, le 24 février 1980.
- Canton de Belgodère, Haute-Corse, le 24 février 1980.
- Canton de Gavray, Manche, le 24 février 1980.
- Canton de Prunelli-di-Fiumorbo, Haute-Corse, le 24 février 1980.
- Canton d'Écos, Eure, le 2 mars 1980.
- Canton de Villefranche-du-Périgord, Dordogne, le 2 mars 1980.
- Canton de Cusset, Allier, les 2 et 9 mars 1980.
- Canton de Franconville, Val-d'Oise, les 2 et 9 mars 1980.
- Canton de Créon, Gironde, les 9 et 16 mars 1980.
- Canton de Fronton, Haute-Garonne, les 9 et 16 mars 1980.
- Canton de Gagny, Seine-Saint-Denis, les 9 et 16 mars 1980.
- Canton de Vermand, Aisne, le 16 mars 1980.
- Canton de Saint-Rémy-en-Bouzemont, Marne, le 16 mars 1980.
- Canton de Fontaine-le-Dun, Seine-Maritime, les 16 et 23 mars 1980.
- Canton de Reims-VII, Marne, les 16 et 23 mars 1980.
- Canton de Rombas, Moselle, le 23 mars 1980.
- Canton de Fort-de-France-IV, Martinique, les 23 et 30 mars 1980.
- Canton de Vincennes-Fontenay-Nord, Val-de-Marne, les 20 et 27 avril 1980.
- Canton d'Oisemont, Somme, le 4 mai 1980.
- Canton de Saint-Savinien, Charente-Maritime, les 4 et 11 mai 1980.
- Canton de Vassy, Calvados, les 11 et 18 mai 1980.
- Canton de Bitche, Moselle, les 12 et 19 octobre 1980.
- Canton de Boissy-Saint-Léger, Val-de-Marne, les 19 et 26 octobre 1980.
- Canton de Livarot, Calvados, les 19 et 26 octobre 1980.
- Canton de Pacy-sur-Eure, Eure, les 19 et 26 octobre 1980.
- Canton de Seurre, Côte-d'Or, les 19 et 26 octobre 1980.
- Canton de Salers, Cantal, les 7 et 14 décembre 1980.

### Élections cantonales partielles en 1981
- Canton de Dax-Nord, Landes, le 18 janvier 1981.
- Canton de Saint-Sernin-sur-Rance, Aveyron, les 18 et 25 janvier 1981.
- Canton de Charleville-La Houillère, Ardennes, les 25 janvier et 1er février 1981.
- Canton de Villamblard, Dordogne, les 25 janvier et 1er février 1981.
- Canton de Castillon-en-Couserans, Ariège, les 8 et 15 février 1981.
- Canton de Moutiers-les-Mauxfaits, Vendée, le 29 mars 1981.
- Canton d'Hondschoote, Nord, le 17 mai 1981.
- Canton de Cozes, Charente-Maritime, les 14 et 21 juin 1981.
- Canton de Lisieux-II, Calvados, les 20 et 27 septembre 1981.
- Canton de Pouzauges, Vendée, le 8 novembre 1981.
- Canton de La Roche-sur-Yon-Sud, Vendée, les 6 et 13 décembre 1981.

- Canton de Saint-Léger-sous-Beuvray, Saône-et-Loire.

### Élections cantonales partielles en 1982
- Canton de Brest-II, Finistère, les 12 et 19 septembre 1982.
- Canton de Felletin, Creuse, les 12 et 19 septembre 1982.
- Canton de Morcenx, Landes, les 12 et 19 septembre 1982.
- Canton de Bourg-en-Bresse-Est, Ain, le 19 septembre 1982.
- Canton de Cerizay, Deux-Sèvres, le 19 septembre 1982.
- Canton de Saint-Jean-de-la-Ruelle, Loiret, le 19 septembre 1982.
- Canton de Villars-les-Dombes, Ain, le 19 septembre 1982.
- Canton de Bourgneuf-en-Retz, Loire-Atlantique, le 10 octobre 1982.
- Canton de Givry, Saône-et-Loire, le 17 octobre 1982.
- Canton de Cournon-d'Auvergne, Puy-de-Dôme, les 17 et 24 octobre 1982.
- Canton de Saint-Étienne-du-Rouvray, Seine-Maritime, les 7 et 14 novembre 1982.

### Élections cantonales partielles en 1983
- Canton d'Argenton-sur-Creuse, Indre, le 9 janvier 1983.
- Canton de Lizy-sur-Ourcq, Seine-et-Marne, le 7 mars 1983.
- Canton de Savigny-sur-Orge, Essonne, le 7 mars 1983.
- Canton de Castanet-Tolosan, Haute-Garonne, les 7 et 14 mars 1983.
- Canton de Bourges-III, Cher, les 5 et 12 juin 1983.
- Canton de Chaumont-en-Vexin, Oise, les 26 juin et 3 juillet 1983.
- Canton de Montpont-en-Bresse, Saône-et-Loire, les 3 et 10 juillet 1983.
- Canton de Marennes, Charente-Maritime, les 25 septembre et 2 octobre 1983.
- Canton de Villaines-la-Juhel, Mayenne, les 30 octobre et 6 novembre 1983.
- Canton de Cayenne Nord-Est, Guyane, les 13 et 20 novembre 1983.
- Canton de Verny, Moselle, les 20 et 27 novembre 1983.
- Canton d'Ayen, Corrèze, le 27 novembre 1983.

### Élections cantonales partielles en 1984
- Canton d'Hornoy-le-Bourg, Somme, le 22 janvier 1984.
- Canton de Dozulé, Calvados, le 11 et 18 mars 1984.
- Canton de Moyenneville, Somme, le 18 mars 1984.
- Canton de Trélon, Nord, les 23 et 30 septembre 1984.
- Canton de Hérisson, Allier, les 30 septembre et 7 octobre 1984.
- Canton de Liancourt, Oise, les 30 septembre et 7 octobre 1984.
- Canton de Conty, Somme, le 28 octobre 1984.
- Canton de Saint-Pierre-II, La Réunion, les 25 novembre et 2 décembre 1984.
- Canton de Bourges-III, Cher, les 2 et 9 décembre 1984.
- Canton de La Celle-Saint-Cloud, Yvelines, les 2 et 9 décembre 1984.
- Canton de Montceau-les-Mines-Nord, Saône-et-Loire, les 2 et 9 décembre 1984.

### Élections cantonales partielles en 1985
- Canton de Sisteron, Alpes-de-Haute-Provence, le 14 avril 1985.
- Canton de Montauban-II, Tarn-et-Garonne, les 14 et 21 avril 1985.
- Canton de Saint-André-I, La Réunion, le 25 août 1985.
- Canton de Saint-André-II, La Réunion, le 25 août 1985.
- Canton d'Alès-Ouest, les 22 et 29 septembre 1985.
- Canton de Sainte-Maure-de-Touraine, Indre-et-Loire, les 17 et 24 novembre 1985.

### Élections cantonales partielles en 1986
- Canton de Molliens-Dreuil, Somme, le 19 janvier 1986.
- Canton de Pons, Charente-Maritime, le 2 février 1986.
- Canton de Mayenne-Ouest, Mayenne, les 13 et 20 avril 1986.
- Canton de Loiron, Mayenne, les 13 et 20 avril 1986.
- Canton de Droué, Loir-et-Cher, les 20 et 27 avril 1986.
- Canton du Croisic, Loire-Atlantique, les 20 et 27 avril 1986.
- Canton de Marmande-Est, Lot-et-Garonne, les 20 et 27 avril 1986.
- Canton de Saint-Amour, Jura, les 8 et 15 juin 1986.
- Canton de Beausoleil, Alpes-Maritimes, les 15 et 22 juin 1986.
- Canton de Châlette-sur-Loing, Loiret, les 15 et 22 juin 1986.
- Canton de Rozay-en-Brie, Seine-et-Marne, les 15 et 22 juin 1986.
- Canton de Lure-Sud, Haute-Saône, le 15 juin 1986.
- Canton de Maure-de-Bretagne, Ille-et-Vilaine, le 15 juin 1986.
- Canton de Laferté-sur-Amance, Haute-Marne, les 22 et 29 juin 1986.
- Canton de Nantes-IX, Loire-Atlantique, les 22 et 29 juin 1986.
- Canton de Cusset-Nord, Allier, les 7 et 14 septembre 1986.
- Canton de Malemort-sur-Corrèze, Corrèze, les 7 et 14 septembre 1986.
- Canton de Périgueux-Nord-Est, Dordogne, les 7 et 14 septembre 1986.
- Canton de Montfaucon-d'Argonne, Meuse, les 14 et 21 septembre 1986.
- Canton de Picquigny, Somme, les 12 et 19 octobre 1986.
- Canton de Sarcelles-Nord-Est, Val-d'Oise, les 12 et 19 octobre 1986.
- Canton de Montoire-sur-le-Loir, Loir-et-Cher, le 19 octobre 1986.
- Canton de Sumène, Gard, le 19 octobre 1986.
- Canton de Narbonne-Sud, Aude, les 19 et 26 octobre 1986.
- Canton de Saint-Dier-d'Auvergne, Puy-de-Dôme, les 19 et 26 octobre 1986.

### Élections cantonales partielles en 1987
- Canton de Mirecourt, Vosges, le 25 janvier 1987.
- Canton de Lapleau, Corrèze, les 25 janvier et 1er février 1987.
- Canton de Cayenne Nord-Est, Guyane, le 14 juin 1987.
- Canton de Saint-Florent-le-Vieil, Maine-et-Loire, les 14 et 21 juin 1987.
- Canton d'Orbec, Calvados, les 21 et 28 juin 1987.
- Canton de Bourg-Argental, Loire, les 4 et 11 octobre 1987.
- Canton de Gaillon-Campagne, Eure, les 4 et 11 octobre 1987.
- Canton de Sainte-Rose-I, Guadeloupe, les 4 et 11 octobre 1987.
- Canton de Tourcoing-Nord, Nord, les 11 et 18 octobre 1987.
- Canton de Marseille-XX A, Bouches-du-Rhône, les 22 et 29 novembre 1987.

### Élections cantonales partielles en 1988
- Canton de Saint-Laurent-en-Grandvaux, Jura, les 24 et 31 janvier 1988.
- Canton de Nice-7, Alpes-Maritimes, les 31 janvier et 7 février 1988.
- Canton de Graçay, Cher, les 31 janvier et 7 février 1988.
- Canton de Millas, Pyrénées-Orientales, les 31 janvier et 7 février 1988.
- Canton de Prades, Pyrénées-Orientales, les 31 janvier et 7 février 1988.
- Canton du Beausset, Var, les 31 janvier et 7 février 1988.
- Canton de Montsalvy, Cantal, les 28 février et 6 mars 1988.
- Canton de Lille-Ouest, Nord, les 6 et 13 mars 1988.
- Canton de Valenciennes-Est, Nord, les 6 et 13 mars 1988.
- Canton de Laon-Nord, Aisne, les 13 et 20 mars 1988.
- Canton de Mas-d'Agenais, Lot-et-Garonne, les 13 et 20 mars 1988.
- Canton de Bourg-de-Visa, Tarn-et-Garonne, les 13 et 20 mars 1988.
- Canton de Lagrasse, Aude, le 29 mai 1988.
- Canton de Gouarec, Côtes-du-Nord, les 29 mai et 5 juin 1988.
- Canton d'Alfortville-Nord, Val-de-Marne, les 29 mai et 5 juin 1988.
- Canton de Langeais, Indre-et-Loire, les 19 et 26 juin 1988.

### Élections cantonales partielles en 1989
- Canton de Montfort-sur-Meu, Ille-et-Vilaine, les 22 et 29 janvier 1989.
- Canton de Montpellier-III, Hérault, les 22 et 29 janvier 1989.
- Canton de Clelles, Isère, les 29 janvier et 5 février 1989.
- Canton d'Heuchin, Pas-de-Calais, le 12 mars 1989.
- Canton de Saint-Germain-en-Laye-Sud, Yvelines, le 12 mars 1989.
- Canton de Goncelin, Isère, les 12 et 19 mars 1989.
- Canton de Grasse-Sud, Alpes-Maritimes, les 12 et 19 mars 1989.
- Canton d'Orchies, Nord, les 12 et 19 mars 1989.
- Canton de Vif, Isère, les 12 et 19 mars 1989.
- Canton de Pontoise, Val-d'Oise, les 12 et 19 mars 1989.
- Canton de Bretteville-sur-Laize, Calvados, les 21 et 28 mai 1989.
- Canton de Caen-I, Calvados, les 21 et 28 mai 1989.
- Canton d'Avignon-Sud, Vaucluse, les 11 et 18 juin 1989.
- Canton de Massy-Est, Essonne, les 11 et 18 juin 1989.
- Canton de Mulhouse-Nord, Haut-Rhin, les 11 et 18 juin 1989.
- Canton de Quimper-III, Finistère, les 11 et 18 juin 1989.
- Canton de Toulouse-IV, Haute-Garonne, les 11 et 18 juin 1989.
- Canton de Verdun-Est, Meuse, les 11 et 18 juin 1989.
- Canton de Rumilly, Haute-Savoie, le 18 juin 1989.
- Canton d'Agen-Centre, Lot-et-Garonne, les 18 et 25 juin 1989.
- Canton de Cachan, Val-de-Marne, les 18 et 25 juin 1989.
- Canton de Castres-Nord, Tarn, les 18 et 25 juin 1989.
- Canton de Maisons-Alfort, Val-de-Marne, les 18 et 25 juin 1989.
- Canton de Saint-Dié-Est, Vosges, les 18 et 25 juin 1989.
- Canton de Vincennes-Est, Val-de-Marne, les 18 et 25 juin 1989.
- Canton de Cloyes-sur-le-Loir, Eure-et-Loir, les 2 et 9 juillet 1989.
- Canton de Brionne, Eure, le 1er octobre 1989.
- Canton de Dieppe-Ouest, Seine-Maritime, les 1er et 8 octobre 1989.
- Canton de Pont-l'Évêque, Calvados, les 22 et 29 octobre 1989.
- Canton du Châtelard, Savoie, le 12 novembre 1989.
- Canton de Bricquebec, Manche, les 12 et 19 novembre 1989.
- Canton de la Gacilly, Morbihan, le 19 novembre 1989.
- Canton de Périgueux-Centre, Dordogne, le 19 novembre 1989.
- Canton de Ploërmel, Morbihan, le 19 novembre 1989.
- Canton de Salers, Cantal, le 19 novembre 1989.
- Canton de Jaligny-sur-Besbre, Allier, les 12 et 19 novembre 1989.
- Canton de Saint-Brieuc-Nord, Côtes-du-Nord, les 26 novembre et 3 décembre 1989.
- Canton de Salon-de-Provence, Bouches-du-Rhône, les 26 novembre et 3 décembre 1989.
- Canton de Solliès-Pont, Var, les 26 novembre et 3 décembre 1989.
- Canton de Guipavas, Finistère, les 3 et 10 décembre 1989.
- Canton de Villeneuve-d'Ascq, Nord, les 3 et 10 décembre 1989.
- Canton du Puy-en-Velay-Nord, Haute-Loire, les 10 et 17 décembre 1989.
- Canton de Villeneuve-le-Roi, Val-de-Marne, les 10 et 17 décembre 1989.

- Canton de Montmirey-le-Château, Jura.

### Élections cantonales partielles en 1990
- Canton de Bordeaux-IV, Gironde, les 28 janvier et 4 février 1990.
- Canton de Villenave-d'Ornon, Gironde, les 28 janvier et 4 février 1990.
- Canton de Captieux, Gironde, le 4 février 1990
- Canton de Hénin-Beaumont, Pas-de-Calais, les 4 et 11 février 1990.
- Canton de Saint-Chéron, Essonne, les 4 et 11 février 1990..
- Canton de Caumont-l'Éventé, Calvados, le 11 mars 1990.
- Canton de Fontaine, Territoire de Belfort, les 22 et 29 avril 1990.
- Canton de Villeurbanne-Sud, Rhône, les 10 et 17 juin 1990.
- Canton de Romans-sur-Isère-2, Drôme, les 8 et 15 juillet 1990.
- Canton de Villeneuve-lès-Avignon, Gard, les 23 et 30 septembre 1990.
- Canton d'Ouzouer-sur-Loire, Loiret, les 18 et 25 novembre 1990.
- Canton de Carcassonne-Est, Aude, les 18 et 25 novembre 1990.
- Canton de Champeix, Puy-de-Dôme, les 18 et 25 novembre 1990.
- Canton de La Courneuve, Seine-Saint-Denis, les 2 et 9 décembre 1990.

### Élections cantonales partielles en 1991
- Canton de Montesquieu-Volvestre, Haute-Garonne, le 13 janvier 1991.
- Canton de Saint-Denis-5, La Réunion, les 3 et 10 mars 1991.
- Canton de Mauguio, Hérault, les 17 et 24 mars 1991.
- canton du Neubourg, Eure, les 17 et 24 mars 1991.
- Canton de Vouneuil-sur-Vienne, Vienne, les 17 et 24 mars 1991.
- Canton de Trouville-sur-Mer, Calvados, le 14 avril 1991.
- Canton de Marseille-IV, Bouches-du-Rhône, les 2 et 9 juin 1991.
- Canton de Poissy-Sud, Yvelines, les 2 et 9 juin 1991.
- Canton de Levens, Alpes-Maritimes, les 16 et 23 juin 1991.
- Canton de Thoissey, Ain, les 16 et 23 juin 1991.
- Canton de Scey-sur-Saône-et-Saint-Albin, Haute-Saône, le 23 juin 1991.
- Canton de Bain-de-Bretagne, Ille-et-Vilaine, les 23 et 30 juin 1991.
- Canton de Montmarault, Allier, les 8 et 15 septembre 1991.
- Canton de Marseille-II, Bouches-du-Rhône, les 15 et 22 septembre 1991.
- Canton de Seynod, Haute-Savoie, les 15 et 22 septembre 1991.
- Canton de Livarot, Calvados, les 29 septembre et 6 octobre 1991.
- Canton de Wassigny, Ain, les 17 et 24 novembre 1991.

### Élections cantonales partielles en 1992
- Canton du Nouvion-en-Thiérache, Aisne, les 12 et 19 janvier 1992.
- Canton d'Alby-sur-Chéran, Haute-Savoie, les 19 et 26 janvier 1992.
- Canton de Lons-le-Saunier-Sud, Jura, les 19 et 26 janvier 1992.
- Canton de La Verpillière, Isère, les 19 et 26 janvier 1992.
- Canton de Nice-XIV, Alpes-Maritimes, les 16 et 23 février 1992.
- Canton de Seuil-d'Argonne, Meuse, les 24 et 31 mai 1992.
- Canton de la Souterraine, Creuse, les 6 et 13 septembre 1992.
- Canton de Casteljaloux, Lot-et-Garonne, les 4 et 11 octobre 1992.
- Canton de Vernoux-en-Vivarais, Ardèche, les 11 et 18 octobre 1992.
- Canton de Louviers-Sud, Eure, les 11 et 18 octobre 1992.
- Canton du Louroux-Béconnais, Maine-et-Loire, les 11 et 18 octobre 1992.

### Élections cantonales partielles en 1993
- Canton d'Aulnay, Charente-Maritime, le 14 février 1993.
- Canton de Beauvais-Nord-Est, Oise, les 9 et 16 mai 1993.
- Canton de Laon-Sud, Aisne, les 9 et 16 mai 1993.
- Canton de Limoges-Cité, Haute-Vienne, les 9 et 16 mai 1993.
- Canton de Saint-Gervais-sur-Mare, Hérault, les 9 et 16 mai 1993.
- Canton de Roquestéron, Alpes-Maritimes, les 16 et 23 mai 1993.
- Canton de Savigny-sur-Orge, Essonne, les 16 et 23 mai 1993.
- Canton de Mortagne-au-Perche, Orne, les 16 et 23 mai 1993.
- Canton de Thorigny-sur-Marne, Seine-et-Marne, les 16 et 23 mai 1993.
- Canton de Villeneuve-sur-Yonne, Yonne, les 16 et 23 mai 1993.
- Canton de Carcassonne-III, Aude, les 6 et 13 juin 1993.
- Canton de Marseille-V, Bouches-du-Rhône, les 6 et 13 juin 1993.
- Canton de Hérimoncourt, Doubs, les 6 et 13 juin 1993.
- Canton de Montélimar-2, Drôme, les 6 et 13 juin 1993.
- Canton de Vernon-Sud, Eure, les 6 et 13 juin 1993.
- Canton d'Échirolles-Ouest, Isère, les 6 et 13 juin 1993.
- Canton de Dax-Sud, Landes, les 6 et 13 juin 1993.
- Canton de Blois-4, Loir-et-Cher, les 6 et 13 juin 1993.
- Canton d'Orléans-Carmes, Loiret, les 6 et 13 juin 1993.
- Canton d'Orléans-Saint-Marceau, Loiret, les 6 et 13 juin 1993.
- Canton de Pont-à-Marcq, Nord, les 6 et 13 juin 1993.
- Canton de Vénissieux-Nord, Rhône, les 6 et 13 juin 1993.
- Canton de Sotteville-lès-Rouen-Est, Seine-Maritime, les 6 et 13 juin 1993.
- Canton de Bagneux, Hauts-de-Seine, les 6 et 13 juin 1993.
- Canton de Châtillon, Hauts-de-Seine, les 6 et 13 juin 1993.
- Canton de Suresnes, Hauts-de-Seine, les 6 et 13 juin 1993.
- Canton d'Aulnay-sous-Bois-Sud, Seine-Saint-Denis, les 6 et 13 juin 1993.
- Canton de Créteil-Sud, Val-de-Marne, les 6 et 13 juin 1993.
- Canton du Perreux-sur-Marne, Val-de-Marne, les 6 et 13 juin 1993.
- Canton de Thiais, Val-de-Marne, les 6 et 13 juin 1993.
- Canton d'Aix-les-Bains-Centre, Savoie, les 13 et 20 juin 1993.
- Canton de Chelles, Seine-et-Marne, les 13 et 20 juin 1993.
- Canton de Luynes, Indre-et-Loire, les 13 et 20 juin 1993.
- Canton de Nevers-Est, Nièvre, les 13 et 20 juin 1993.
- Canton de Sarcelles-Sud-Ouest, Val-d'Oise, les 13 et 20 juin 1993.
- Canton de La Clayette, Saône-et-Loire, le 20 juin 1993.
- Canton d'Argentat, Corrèze, les 20 et 27 juin 1993.
- Canton de L'Argentière-la-Bessée, Hautes-Alpes, les 20 et 27 juin 1993.
- Canton d'Aureilhan, Hautes-Pyrénées, les 20 et 27 juin 1993.
- Canton de Caen-6, Calvados, les 20 et 27 juin 1993.
- Canton de Caen-8, Calvados, les 20 et 27 juin 1993.
- Canton de Nice-XIV, Alpes-Maritimes, les 20 et 27 juin 1993.
- Canton de Bréhal, Manche, le 11 juillet 1993
- Canton de Sainte-Suzanne, La Réunion, le 11 juillet 1993
- Canton de Pontvallain, Sarthe, les 11 et 18 juillet 1993
- Canton de Saint-Denis-VII, La Réunion, les 11 et 18 juillet 1993.
- Canton d'Anizy-le-Château, Aisne, les 12 et 19 septembre 1993.
- Canton de Saint-Vallier, Drôme, les 12 et 19 septembre 1993.
- Canton de Sommières, Gard, les 12 et 19 septembre 1993.
- Canton d'Ailly-sur-Noye, Somme, les 19 et 26 septembre 1993.
- Canton d'Aubigny-en-Artois, Pas-de-Calais, les 19 et 26 septembre 1993.
- Canton de Mauguio, Hérault, les 19 et 26 septembre 1993.
- Canton de Montpellier-II, Hérault, les 19 et 26 septembre 1993.
- Canton de Schiltigheim, Bas-Rhin, les 19 et 26 septembre 1993.
- Canton de Strasbourg-6, Bas-Rhin, les 19 et 26 septembre 1993.
- Canton d'Aurillac-1, Cantal, le 26 septembre 1993.
- Canton des Bouchoux, Jura, le 26 septembre 1993.
- Canton de Marseille-II, Bouches-du-Rhône, les 26 septembre et 3 octobre 1993.
- Canton de Pons, Charente-Maritime, les 5 et 12 décembre 1993.

### Élections cantonales partielles en 1994
- Canton de Ribeauvillé, Haut-Rhin, les 13 et 20 février 1994.
- Canton de Gentioux-Pigerolles, Creuse, les 4 et 11 septembre 1994.
- Canton de Chambley-Bussières, Meurthe-et-Moselle, les 11 et 18 septembre 1994.
- Canton de Chamonix-Mont-Blanc, Haute-Savoie, les 11 et 18 décembre 1994.
- Canton de Châtillon-sur-Loire, Loiret, les 11 et 18 décembre 1994.
- Canton de Nice-8, Alpes-Maritimes, les 11 et 18 décembre 1994.
- Canton du Theil, Orne, les 11 et 18 décembre 1994.

### Élections cantonales partielles en 1995
- Canton de Châteauneuf-sur-Cher, Cher, les 11 et 18 juin 1995.
- Canton de Châtelaudren, Côtes-d'Armor, les 11 et 18 juin 1995.
- Canton de Fontenay-sous-Bois-Ouest, Val-de-Marne, les 11 et 18 juin 1995.
- Canton de Marseille-V, Bouches-du-Rhône, les 11 et 18 juin 1995.
- Canton de Montbazon, Indre-et-Loire, les 11 et 18 juin 1995.
- Canton de Monestier-de-Clermont, Isère, les 11 et 18 juin 1995.
- Canton de Pipriac, Ille-et-Vilaine, les 11 et 18 juin 1995.
- Canton de Reyrieux, Ain, les 11 et 18 juin 1995.
- Canton de Saint-Étienne-Nord-Est-1, Loire, les 11 et 18 juin 1995.
- Canton de Saint-Galmier, Loire, les 11 et 18 juin 1995.
- Canton de Bernaville, Somme, le 9 juillet 1995.
- Canton de Villeneuve-sur-Lot-Nord, Lot-et-Garonne, les 17 et 24 septembre 1995.
- Canton de Sommières, Gard, les 24 et 30 septembre 1995.
- Canton de Montfermeil, Seine-Saint-Denis, les 1er et 7 octobre 1995.
- Canton de Montfort-en-Chalosse, Landes, les 3 et 10 décembre 1995.
- Canton de Rosheim, Bas-Rhin, les 3 et 10 décembre 1995.
- Canton de Verny, Moselle, les 3 et 10 décembre 1995.
- Canton de Vielle-Aure, Hautes-Pyrénées, les 3 et 10 décembre 1995.
- Canton de Béthune-Nord, Pas-de-Calais, les 10 et 17 décembre 1995.
- Canton de Fresne-Saint-Mamès, Haute-Saône, les 10 et 17 décembre 1995.
- Canton de Montigny-le-Bretonneux, Yvelines, les 10 et 17 décembre 1995.
- Canton de Montpellier-8, Hérault, les 10 et 17 décembre 1995.

### Élections cantonales partielles en 1996
- Canton de Saint-Chinian, Hérault, le 21 janvier 1996.
- Canton de Guéret-Nord, Creuse, les 21 et 28 janvier 1996.
- Canton de Garges-lès-Gonesse, Val-d'Oise, les 11 et 18 février 1996.
- Canton de Clichy, Hauts-de-Seine, les 17 et 24 mars 1996.
- Canton de Toulon-3, Var, les 15 et 22 septembre 1996.
- Canton de Chaville, Hauts-de-Seine, les 15 et 22 septembre 1996.
- Canton de Sélestat, Bas-Rhin, les 15 et 22 septembre 1996.
- Canton de Marchenoir, Loir-et-Cher, les 15 et 22 septembre 1996.
- Canton de Vic-sur-Aisne, Aisne, les 6 et 13 octobre 1996.
- Canton d'Herserange, Meurthe-et-Moselle, les 17 et 24 novembre 1996.
- Canton d'Arleux, Nord, les 24 novembre et 1er décembre 1996.
- Canton de Bourg-lès-Valence, Drôme, les 24 novembre et 1er décembre 1996.
- Canton de Léguevin, Haute-Garonne, les 24 novembre et 1er décembre 1996.
- Canton de Lorris, Loiret, les 24 novembre et 1er décembre 1996.
- Canton de Saint-Philippe, La Réunion, le 1er décembre 1996.

### Élections cantonales partielles en 1997
- Canton de Lasalle, Gard, les 26 janvier et 2 février 1997.
- Canton de Fère-Champenoise, Marne, les 2 et 9 février 1997.
- Canton de Reillanne, Alpes-de-Haute-Provence, les 2 et 9 février 1997.
- Canton de Grignan, Drôme, les 15 et 22 juin 1997.
- Canton du Prêcheur, Martinique, le 22 juin 1997.
- Canton de Saint-Vincent-de-Tyrosse, Landes, les 14 et 21 septembre 1997.
- Canton de Luzy, Nièvre, les 19 et 26 octobre 1997
- Canton de Grenoble-4, Isère, les 30 novembre et 7 décembre 1997.
- Canton de Saint-Héand, Loire, les 14 et 21 décembre 1997.

### Élections cantonales partielles en 1998
- Canton de Mugron, Landes, le 22 mars 1998.
- Canton de Tours-Nord-Est, Indre-et-Loire, les 25 janvier et 11 février 1998.
- Canton de Nancy-Ouest, Meurthe-et-Moselle, les 10 et 17 mai 1998.
- Canton de Josselin, Morbihan, le 7 juin 1998.
- Canton d'Aubigny-sur-Nère, Cher, les 7 et 14 juin 1998.
- Canton d'Aurillac-III, Cantal, les 7 et 14 juin 1998.
- Canton de Bourges-1, Cher, les 7 et 14 juin 1998.
- Canton de Nanteuil-le-Haudouin, Oise, les 7 et 14 juin 1998.
- Canton de Pessac-2, Gironde, les 7 et 14 juin 1998.
- Canton de Ressons-sur-Matz, Oise, les 7 et 14 juin 1998.
- Canton du Port-2, La Réunion, le 19 juillet 1998.
- Canton de Thonon-les-Bains-Ouest, Haute-Savoie, les 11 et 18 octobre 1998.
- Canton de Nesle, Somme, les 11 et 18 octobre 1998.

### Élections cantonales partielles en 1999
- Canton de Châteaubourg, Ille-et-Vilaine, les 17 et 24 janvier 1999.
- Canton de Mandelieu-Cannes-Ouest, Alpes-Maritimes, les 24 et 31 janvier 1999.
- Canton de Saint-Martin-d'Hères-Sud, Isère, les 31 janvier et 7 février 1999.
- Canton du Russey, Doubs, les 21 et 28 février 1999.
- Canton de Lunas, Hérault, les 7 et 14 mars 1999.
- Canton de Chevreuse, Yvelines, les 14 et 21 mars 1999.
- Canton de Lille-Centre, Nord, les 21 et 28 mars 1999.
- Canton de Paimbœuf, Loire-Atlantique, les 21 et 28 mars 1999.
- Canton de Craonne, Aisne, le 18 avril 1999.
- Canton de Cloyes-sur-le-Loir, Eure-et-Loir, les 18 et 25 avril 1999.
- Canton de Toucy, Yonne, les 25 avril et 2 mai 1999.
- Canton de Cahors-Nord-Est, Lot, les 2 et 9 mai 1999.
- Canton de Génolhac, Gard, les 2 et 9 mai 1999.
- Canton de Villefranche-de-Lonchat, Dordogne, le 9 mai 1999.
- Canton de Boos, Seine-Maritime, les 9 et 16 mai 1999.
- Canton d'Uzès, Gard, les 13 et 20 juin 1999.
- Canton de Chaource, Aube, le 20 juin 1999.
- Canton de Montredon-Labessonnié, Tarn, le 20 juin 1999.
- Canton d’Anglet-Sud, Pyrénees-Atlantiques, les 20 et 27 juin 1999.
- Canton de Narbonne-Sud, Aude, les 20 et 27 juin 1999.
- Canton de La Rochelle-VI, Charente-Maritime, les 20 et 27 juin 1999.
- Canton de Saint-Genix-sur-Guiers, Savoie, les 18 et 25 juillet 1999.
- Canton d'Amiens-VII (Sud-Ouest), Somme, les 3 et 10 octobre 1999.
- Canton de Trévoux, Ain, les 3 et 10 octobre 1999.
- Canton d'Anduze, Gard, les 17 et 24 octobre 1999.
- Canton de Nîmes-II, Gard, les 17 et 24 octobre 1999.
- Canton de Verdun-Centre, Meuse, les 17 et 24 octobre 1999.
- Canton de Bourg-Saint-Maurice, Savoie, les 24 et 31 octobre 1999.
- Canton d’Aigueperse, Puy-de-Dôme, les 21 et 28 novembre 1999.
- Canton de Bar-le-Duc-Sud, Meuse, les 21 et 28 novembre 1999.
- Canton de Mennecy, Essonne, les 21 et 28 novembre 1999.
- Canton de Tarascon, (Bouches-du-Rhône), les 21 et 28 novembre 1999.
- Canton de Villeneuve-la-Garenne, Hauts-de-Seine, les 21 et 28 novembre 1999.
- Canton de Lattes, Hérault, les 28 novembre et 5 décembre 1999.
- Canton de Saint-Pierre, Martinique, les 28 novembre et 5 décembre 1999.
- Canton de Muzillac, Morbihan, le 5 décembre 1999.
- Canton d’Ajaccio-4, Corse-du-Sud, les 5 et 12 décembre 1999.
- Canton de Bordeaux-1, Gironde, les 5 et 12 décembre 1999.
- Canton de Bordeaux-3, Gironde, les 5 et 12 décembre 1999.
- Canton de Bruz, Ille-et-Vilaine, les 5 et 12 décembre 1999.
- Canton de Langon, Gironde, les 5 et 12 décembre 1999.
- Canton de Montereau-Fault-Yonne, Seine-et-Marne, les 5 et 12 décembre 1999.
- Canton d’Ormesson-sur-Marne, Val-de-Marne, les 5 et 12 décembre 1999.
- Canton de Perpignan-3, Pyrénées-Orientales, les 5 et 12 décembre 1999.
- Canton de Bertincourt, Pas-de-Calais, les 12 et 19 décembre 1999.
- Canton de Steenvoorde, Nord, les 12 et 19 décembre 1999.

### Élections cantonales partielles en 2000
- Canton de Dijon-4, Côte-d'Or, les 23 et 30 janvier 2000.
- Canton de Pontarlier, Doubs, les 23 et 30 janvier 2000.
- Canton de Saint-Paul-2, La Réunion, les 23 et 30 janvier 2000.
- Canton de Mugron, Landes, le 30 janvier 2000.
- Canton de Flize, Ardennes, les 30 janvier et 6 février 2000
- Canton d’Illzach, Haut-Rhin, les 14 et 21 mai 2000.
- Canton de Palinges, Saône-et-Loire, les 14 et 21 mai 2000.
- Canton d'Ajaccio-7, Corse-du-Sud, les 21 et 28 mai 2000.
- Canton d'Équeurdreville-Hainneville, Manche, les 21 et 28 mai 2000.
- Canton de Poligny, Jura, les 21 et 28 mai 2000.
- Canton de Saint-Étienne-de-Baïgorry, Pyrénées-Atlantiques, les 21 et 28 mai 2000.
- Canton de Doudeville, Seine-Maritime, les 28 mai et 4 juin 2000.
- Canton de Grand-Couronne, Seine-Maritime, les 28 mai et 4 juin 2000.
- Canton de Luzy, Nièvre, le 10 décembre 2000.
- Canton de Firminy, Loire, les 10 et 17 décembre 2000.
- Canton de Saint-Germain-Laval, Loire, les 10 et 17 décembre 2000.

### Élections cantonales partielles en 2001
- Canton de Laval-Saint-Nicolas, Mayenne, (premier tour).
- Canton de Mâcon-Centre, Saône-et-Loire, les 13 et 20 mai 2001.
- Canton de Matour, Saône-et-Loire, les 13 et 20 mai 2001.
- Canton d'Aix-les-Bains-Centre, Savoie, les 13 et 20 mai 2001.
- Canton de Larche, Corrèze, le 10 juin 2001.
- Canton d'Ajaccio-III, Corse-du-Sud, les 10 et 17 juin 2001.
- Canton de Corte, Haute-Corse, les 10 et 17 juin 2001.
- Canton de Nonancourt, Eure, les 10 et 17 juin 2001.
- Canton de Pacy-sur-Eure, Eure, les 10 et 17 juin 2001.
- Canton de Richelieu, Indre-et-Loire, les 10 et 17 juin 2001.
- Canton d'Estrées-Saint-Denis, Oise, les 21 et 28 octobre 2001.
- Canton de Blois-I, Loir-et-Cher, les 2 et 9 décembre 2001.
- Canton de Fresnes-en-Woëvre, Meuse, les 2 et 9 décembre 2001.
- Canton de Nice-I, Alpes-Maritimes, les 2 et 9 décembre 2001.
- Canton de Saint-Herblain-Est, Loire-Atlantique, les 9 et 16 décembre 2001.
- Canton de Pionsat, Puy-de-Dôme, les 9 et 16 décembre 2001.

### Élections cantonales partielles en 2002
- Canton de Sumène, Gard, le 15 septembre 2002.
- Canton de Maubourguet, Hautes-Pyrénées, le 15 septembre 2002.
- Canton d'Aigues-Mortes, Gard, les 15 et 22 septembre 2002.
- Canton de Castelnau-le-Lez, Hérault, les 15 et 22 septembre 2002.
- Canton de Grand-Couronne, Seine-Maritime, les 15 et 22 septembre 2002.
- Canton des Andelys, Eure les 29 septembre et 6 octobre 2002. MI
- Canton de Dun-sur-Auron, Cher les 29 septembre et 6 octobre 2002. MI
- Canton de Fameck, Moselle les 29 septembre et 6 octobre 2002. MI
- Canton de Metz-II, Moselle les 29 septembre et 6 octobre 2002. MI
- Canton de Marseille-XII, Bouches-du-Rhône les 29 septembre et 6 octobre 2002 ; ce canton n'existe plus. MI
- Canton de Lagor, Pyrénées-Atlantiques le 6 octobre 2002. MI
- Canton de Trets, Bouches-du-Rhône les 29 septembre et 6 octobre 2002. MI
- Canton de Toulouse-XV, Haute-Garonne les 29 septembre et 6 octobre 2002. MI
- Canton de Toulouse-III, Haute-Garonne les 29 septembre et 6 octobre 2002. MI
- Canton de Sarrebourg, Moselle, les 29 septembre et 6 octobre 2002.
- Canton de Saint-Quentin-Nord, Aisne, les 29 septembre et 6 octobre 2002.
- Canton de Dieppe-Ouest, Seine-Maritime, les 6 et 13 octobre 2002.
- Canton de Cavaillon, Vaucluse, les 6 et 13 octobre 2002.
- Canton de Fismes, Marne, les 6 et 13 octobre 2002.
- Canton de Limay, Yvelines, les 6 et 13 octobre 2002.
- Canton du Croisic, Loire-Atlantique, les 6 et 13 octobre 2002.
- Canton de Cambrai-Ouest, Nord, les 13 et 20 octobre 2002.
- Canton de Cahors-Nord-Est, Lot, les 13 et 20 octobre 2002.
- Canton de Betton, Ille-et-Vilaine, les 13 et 20 octobre 2002.
- Canton de Condom, Gers, les 13 et 20 octobre 2002.
- Canton de Montreuil-Est, Seine-Saint-Denis, les 13 et 20 octobre 2002.
- Canton de Lyon-VIII, Rhône, les 13 et 20 octobre 2002.
- Canton de Lille-Centre, Nord, les 13 et 20 octobre 2002.
- Canton du Cannet, Alpes-Maritimes, les 13 et 20 octobre 2002.
- Canton de Villeurbanne-Sud, Rhône, les 13 et 20 octobre 2002.
- Canton de Tarascon, Bouches-du-Rhône, les 13 et 20 octobre 2002.
- Canton de Niederbronn-les-Bains, Bas-Rhin, les 10 et 17 novembre 2002.
- Canton de Puteaux, Hauts-de-Seine, les 10 et 17 novembre 2002.
- Canton de Strasbourg-3, Bas-Rhin, les 10 et 17 novembre 2002.
- Canton de Chalabre, Aude, le 17 novembre 2002.
- Canton de Compiègne-Nord, Oise, les 24 novembre et 1er décembre 2002.
- Canton de Joinville-le-Pont, Val-de-Marne, les 24 novembre et 1er décembre 2002.
- Canton de Gardanne, Bouches-du-Rhône, les 24 novembre et 1er décembre 2002.
- Canton de Porto-Vecchio, Corse-du-Sud, les 24 novembre et 1er décembre 2002.
- Canton d'Orange-Ouest, Vaucluse, le 24 novembre 2002[2].
- Canton de Pernes-les-Fontaines, Vaucluse, les 24 novembre et 1er décembre 2002.
- Canton de Lassigny, Oise, les 24 novembre et 1er décembre 2002.
- Canton de Capobianco, Haute-Corse, les 8 et 15 décembre 2002.
- Canton de Saint-Ismier, Isère, les 8 et 15 décembre 2002.

### Élections cantonales partielles en 2003
- Canton de Feurs, Loire, les 26 janvier et 2 février 2003.
- Canton du Plessis-Robinson, Hauts-de-Seine, les 26 janvier et 2 février 2003.
- Canton du Bourget, Seine-Saint-Denis, les 16 et 23 mars 2003.
- Canton de L'Hay-les-Roses, Val-de-Marne, les 23 et 30 mars 2003.
- Canton de Pontchâteau, Loire-Atlantique, les 23 et 30 mars 2003.
- Canton de Manosque-Sud-Est, Alpes-de-Haute-Provence, les 30 mars et 6 avril 2003.
- Canton d'Outarville, Loiret, les 30 mars et 6 avril 2003.
- Canton de Tarascon-sur-Ariège, Ariège, les 30 mars et 6 avril 2003.
- Canton de Bain-de-Bretagne, Ille-et-Vilaine, les 6 et 13 avril 2003.
- Canton de Condé-en-Brie, Aisne, les 18 et 25 mai 2003.
- Canton de Fauquembergues, Pas-de-Calais, le 15 juin 2003.
- Canton de Porto-Vecchio, Corse-du-Sud, le 15 juin 2003.
- Canton de Saint-Jeoire, Haute-Savoie, les 8 et 15 juin 2003.
- Canton de Bourbon-l'Archambault, Allier, le 29 juin 2003.
- Canton de Ginestas, Aude, les 20 et 27 juillet 2003.
- Canton de Condé-sur-l'Escaut, Nord, les 31 août et 7 septembre 2003.
- Canton de Combeaufontaine, Haute-Saône, les 14 et 21 septembre 2003.
- Canton de Réchicourt-le-Château, Moselle, les 14 et 21 septembre 2003.
- Canton de Sarreguemines, Moselle, les 19 et 26 octobre 2003.
- Canton de Friville-Escarbotin, Somme, les 9 et 15 novembre 2003.

### Élections cantonales partielles en 2004
- Canton de Nozay, Loire-Atlantique, le 11 janvier 2004.
- Canton de Beaufort, Savoie, le 25 janvier 2004.
- Canton de Ghisoni, Haute-Corse, les 1er et 8 février 2004.
- Canton d'Astaffort, Lot-et-Garonne, les 6 et 13 juin 2004.
- Canton de Mouthoumet, Aude, le 13 juin 2004.
- Canton de Ploërmel, Morbihan, les 13 et 20 juin 2004.
- Canton d'Audeux, Doubs, les 13 et 20 juin 2004.
- Canton de Lormes, Nièvre, les 13 et 20 juin 2004.
- Canton de Coucouron, Ardèche, les 13 et 20 juin 2004.
- Canton de Lille-Sud, Nord, les 13 et 20 juin 2004.
- Canton de Montluçon-Sud, Allier, les 4 et 11 juillet 2004.
- Canton de Dinan-Ouest, Côtes-d'Armor, les 3 et 10 octobre 2004.
- Canton de Bouaye, Loire-Atlantique, les 10 et 17 octobre 2004.
- Canton de Soissons-Nord, Aisne, les 10 et 17 octobre 2004.
- Canton de Saint-Rambert-en-Bugey, Ain, les 10 et 17 octobre 2004.
- Canton des Pavillons-sous-Bois, Seine-Saint-Denis, les 21 et 28 novembre 2004.
- Canton d'Yssingeaux, Haute-Loire, les 7 et 14 novembre 2004.
- Canton de la Valette-du-Var, Var, les 14 et 21 novembre 2004.
- Canton d'Issoudun-Sud, Indre, les 21 et 28 novembre 2004.
- Canton de Bacqueville-en-Caux, Seine-Maritime, le 5 décembre 2004.
- Canton de Corbeil-Essonnes-Est, Essonne, les 5 et 12 décembre 2004.
- Canton de Ligne, Loire-Atlantique, les 12 et 19 décembre 2004.

### Élections cantonales partielles en 2005
- Canton de Gleize, Rhône, les 16 et 23 janvier 2005.
- Canton de Crecy-la-Chapelle, Seine-et-Marne, les 16 et 23 janvier 2005.
- Canton de Marseille-Sainte-Marguerite, Bouches-du-Rhône, les 16 et 23 janvier 2005.
- Canton de la Courtine, Creuse, le 23 janvier 2005.
- Canton de Saint-Florentin, Yonne, les 23 et 30 janvier 2005.
- Canton de Barbazan, Haute-Garonne, les 23 et 30 janvier 2005.
- Canton de Bedarrides, Vaucluse, les 30 janvier et 6 février 2005.
- Canton de Lanester, Morbihan, les 30 janvier et 6 février 2005.
- Canton de Marseille-Montolivet, Bouches-du-Rhône, les 6 et 13 mars 2005.
- Canton de Vic-sur-Aisne, Aisne, le 13 mars 2005.
- Canton de Clerval, Doubs, les 13 et 20 mars 2005.
- Canton de Falaise-Sud, Calvados, le 3 avril 2005.
- Canton de Borgo, Haute-Corse, le 3 avril 2005.
- Canton de Gentioux-Pigerolles, Creuse, les 3 et 10 avril 2005.
- Canton de Nemours, Seine-et-Marne, les 10 et 17 avril 2005.
- Canton de Nice-7, Alpes-Maritimes, les 12 et 19 juin 2005.
- Canton de Vesoul-Ouest, Haute-Saône, les 12 et 19 juin 2005.
- Canton de Duras, Lot-et-Garonne, le 19 juin 2005.
- Canton de Chamalières, Puy-de-Dôme, les 19 et 26 juin 2005.
- Canton de Méréville, Essonne, les 19 et 26 juin 2005.
- Canton de Pont-Saint-Esprit, Gard, les 19 et 26 juin 2005.
- Canton de Gap-Nord-Est, Hautes-Alpes, les 19 et 26 juin 2005.
- Canton d'Egletons, Corrèze, le 3 juillet 2005.
- Canton de Thorigny-sur-Marne, Seine-et-Marne, les 18 et 25 septembre 2005.
- Canton du Plessis-Robinson, Hauts-de-Seine, les 18 et 25 septembre 2005.
- Canton de Luzarches, Val-d'Oise, les 16 et 23 octobre 2005.
- Canton de Bastia-6, Haute-Corse, les 16 et 23 octobre 2005.
- Canton de Vélizy-Villacoublay, Yvelines, les 6 et 13 novembre 2005.
- Canton de Rosans, Hautes-Alpes, les 6 et 13 novembre 2005.
- Canton de Château-Renard, Loiret, les 20 et 27 novembre 2005.
- Canton de la Côte-Saint-André, Isère, les 4 et 11 décembre 2005.
- Canton de Guingamp, Côtes-d'Armor, les 4 et 11 décembre 2005.

### Élections cantonales partielles en 2006
- Canton de Sèvres, Hauts-de-Seine, les 22 et 29 janvier 2006. MI
- Canton de Portes-lès-Valence, Drôme, les 5 et 12 février 2006. MI
- Canton de Montpellier-6, Hérault, les 5 et 12 mars 2006. MI
- Canton de Savigny-sur-Orge, Essonne, les 5 et 12 mars 2006. MI
- Canton de Conliège, Jura, les 12 et 19 mars 2006. MI
- Canton de Riom-Ouest, Puy-de-Dôme les 12 et 19 mars. MI
- Canton d'Évron, Mayenne, les 19 et 26 mars 2006. MI
- Canton de Vendôme-2, Loir-et-Cher, les 26 mars et 2 avril 2006. MI
- Canton de Sumène, Gard, le 23 avril 2006. MI
- Canton d'Issoudun-Nord, Indre, les 14 et 21 mai 2006. MI
- Canton d'Aurignac, Haute-Garonne, les 11 et 18 juin 2006. MI
- Canton d'Heuchin, Pas-de-Calais, les 25 juin et 2 juillet 2006. MI
- Canton de Lucé, Eure-et-Loir, les 2 et 9 juillet 2006.
- Canton de Quissac, Gard, les 2 et 9 juillet 2006. MI
- Canton de Charly-sur-Marne, Aisne, les 1er et 8 octobre 2006. MI
- Canton de Zicavo, Corse-du-Sud, les 8 et 15 octobre 2006. MI
- Canton de Cozes, Charente-Maritime, les 5 et 12 novembre 2006. MI
- Canton de Mormant, Seine-et-Marne, les 5 et 12 novembre 2006. MI
- Canton de Villefagnan, Charente, le 12 novembre 2006. MI
- Canton de Calais-Nord-Ouest, Pas-de-Calais, les 19 et 26 novembre 2006. MI
- Canton de Guérande, Loire-Atlantique, les 26 novembre et 3 décembre 2006. MI
- Canton d'Alzon, Gard, le 3 décembre 2006. MI

### Élections cantonales partielles en 2007
- Canton d'Écouché, Orne, les 4 et 11 février 2007.
- Canton de Saint-Trivier-sur-Moignans, Ain, les 25 février et 4 mars 2007.
- Canton de Vittel, Vosges, le 18 mars 2007.
- Canton de Celavo-Mezzana, Corse-du-Sud, les 25 mars et 1er avril 2007.
- Canton du Chambon-Feugerolles, Loire, les 25 mars et 1er avril 2007.
- Canton de Malestroit, Morbihan, les 13 et 20 mai 2007.
- Canton de Nice-11, Alpes-Maritimes, le 10 juin 2007.
- Canton de Saint-Étienne-Nord-Ouest-1, Loire, les 10 et 17 juin 2007.
- Canton de Marseille-en-Beauvaisis, Oise, les 10 et 17 juin 2007.
- Canton de Besse-sur-Issole, Var, les 24 juin et 1er juillet 2007.
- Canton de Comps-sur-Artuby, Var, les 24 juin et 1er juillet 2007.
- Canton de Vitry-le-François-Ouest, Marne, les 24 juin et 1er juillet 2007.
- Canton de Campoloro-di-Moriani, Haute-Corse, les 29 juillet et 5 août 2007. MI
- Canton de Lens-Nord-Ouest, Pas-de-Calais, les 9 et 16 septembre 2007. MI
- Canton du Portel, Pas-de-Calais, les 9 et 16 septembre 2007. MI
- Canton de Castifao-Morosaglia, Haute-Corse, les 9 et 16 septembre 2007. MI
- Canton de Villemur-sur-Tarn, Haute-Garonne, les 16 et 23 septembre 2007. MI
- Canton de Chamalières, Puy-de-Dôme, les 23 et 30 septembre 2007. MI
- Canton de Garches, Hauts-de-Seine, les 23 et 30 septembre 2007.
- Canton de Héricourt-Est, Haute-Saône, le 23 et 30 septembre 2007.
- Canton de Neuilly-sur-Seine-Nord, Hauts-de-Seine, les 23 et 30 septembre 2007.
- Canton de Redon, Ille-et-Vilaine, les 23 et 30 septembre 2007.
- Canton de Sannois, Val-d'Oise, les 23 et 30 septembre 2007.
- Canton d'Issy-l'Évêque, Saône-et-Loire, le 30 septembre 2007.
- Canton d'Angers-Trélazé, Maine-et-Loire, les 30 septembre et 7 octobre 2007.
- Canton de Pornic, Loire-Atlantique, les 30 septembre et 7 octobre 2007.
- Canton de Saint-Étienne-Sud-Est-3, Loire, les 30 septembre et 7 octobre 2007.
- Canton d'Yzeure, Allier, les 30 septembre et 7 octobre 2007.
- Canton d'Avranches, Manche, les 7 et 14 octobre 2007. MI
- Canton de Saint-Avold-2, Moselle, les 7 et 14 octobre 2007. MI
- Canton de Villemomble, Seine-Saint-Denis, les 7 et 14 octobre 2007. MI
- Canton de Tomblaine, Meurthe-et-Moselle, les 14 et 21 octobre 2007. MI
- Canton de Chevagnes, Allier, les 18 et 25 novembre 2007. MI
- Canton de Saint-Pierre-3, La Réunion, les 18 et 25 novembre 2007. MI
- Canton de Saint-Seine-l'Abbaye, Côte-d'Or, le 25 novembre 2007. MI
- Canton du Luc, Var, les 25 novembre et 2 décembre 2007. MI
- Canton de Tessy-sur-Vire, Manche, les 9 et 16 décembre 2007. MI
- Canton de Saint-Lô-Est, Manche, les 9 et 16 décembre 2007. MI

### Élections cantonales partielles en 2008
- Canton de Lignières, Cher, les 30 mars et 6 avril 2008. MI
- Canton de Montagrier, Dordogne, le 6 avril 2008. MI
- Canton de Montaigu-de-Quercy, Tarn-et-Garonne, les 20 et 27 avril 2008. MI
- Canton de Fameck, Moselle, les 18 et 25 mai 2008. MI
- Canton de Brive-la-Gaillarde-Nord-Ouest, Corrèze, les 18 et 25 mai 2008. MI
- Canton de Lyon-V, Rhône, les 25 mai et 1er juin 2008. MI
- Canton de Cazères, Haute-Garonne, le 1er juin 2008. MI
- Canton de Rouen-5, Seine-Maritime, les 8 et 15 juin 2008. MI
- Canton de Saverne, Bas-Rhin, les 8 et 15 juin 2008. MI
- Canton de Laval-Sud-Ouest, Mayenne, les 8 et 15 juin 2008. MI
- Canton de Talence, Gironde, les 8 et 15 juin 2008. MI
- Canton de Chaville, Hauts-de-Seine, les 8 et 15 juin 2008. MI
- Canton de Chalon-sur-Saône-Nord, Saône-et-Loire, les 15 et 22 juin 2008. MI
- Canton de La Guiche, Saône-et-Loire, les 15 et 22 juin 2008. MI
- Canton de Fréjus, Var, les 15 et 22 juin 2008. MI
- Canton de Lisle-sur-Tarn, Tarn, les 22 et 29 juin 2008. MI
- Canton du Mans-Nord-Ouest, Sarthe, les 22 et 29 juin 2008. MI
- Canton de Brinon-sur-Beuvron, Nièvre, le 29 juin 2008. MI
- Canton de Clamecy, Nièvre, les 29 juin et 6 juillet 2008. MI
- Canton de Châtel-sur-Moselle, Vosges, les 13 et 20 juillet 2008. MI
- Canton de Meilhan-sur-Garonne, Lot-et-Garonne, les 20 et 27 juillet 2008. MI
- Canton de Sedan-Nord, Ardennes, les 7 et 14 septembre 2008. MI
- Canton de Calais-Nord-Ouest, Pas-de-Calais, les 7 et 14 septembre 2008. MI
- Canton de Santa-Maria-Siché, Corse-du-Sud, les 28 septembre et 5 octobre 2008. MI
- Canton de Retournac, Haute-Loire, le 5 octobre 2008. MI
- Canton de Sarcelles-Nord-Est, Val-d'Oise, les 12 et 19 octobre 2008. MI
- Canton de Confolens-Sud, Charente, les 12 et 19 octobre 2008. MI
- Canton de Nîmes-1, Gard, les 16 et 23 novembre 2008. MI
- Canton de Dijon-5, Côte-d'Or, les 23 et 30 novembre 2008. MI
- Canton de Pouilly-en-Auxois, Côte-d'Or, les 23 et 30 novembre 2008. MI
- Canton de Jonzac, Charente-Maritime, les 30 novembre et 7 décembre 2008. MI
- Canton de Saint-Martin-Vésubie, Alpes-Maritimes, le 7 décembre 2008. MI
- Canton de Grasse-Nord, Alpes-Maritimes, les 7 et 14 décembre 2008. MI
- Canton de Cagnes-sur-Mer-Centre, Alpes-Maritimes, les 7 et 14 décembre 2008. MI
- Canton de Saint-Flour-Sud, Cantal, les 7 et 14 décembre 2008. MI
- Canton d'Aurillac 4, Cantal, les 7 et 14 décembre 2008. MI
- Canton de Bastia-6, Haute-Corse, les 7 et 14 décembre 2008. MI
- Canton de Châteauroux-Centre, Indre, les 7 et 14 décembre 2008. MI
- Canton de Mézières-Centre-Ouest, Ardennes, les 7 et 14 décembre 2008. MI
- Canton d'Allauch, Bouches-du-Rhône, les 7 et 14 décembre 2008. MI
- Canton de Berre-l'Étang, Bouches-du-Rhône, les 7 et 14 décembre 2008. MI
- Canton du Quesnoy-Est, Nord. MI

### Élections cantonales partielles en 2009
- Canton de Douarnenez, Finistère, les 11 et 18 janvier 2009.
- Canton d'Avallon, Yonne, les 11 et 18 janvier 2009.
- Canton de Saint-Trivier-de-Courtes, Ain, le 18 janvier 2009.
- Canton de Miribel, Ain, les 18 et 25 janvier 2009.
- Canton de Vineuil, Loir-et-Cher, les 25 janvier et 1er février 2009.
- Canton de Villecresnes, Val-de-Marne, les 25 janvier et 1er février 2009.
- Canton de Putanges-Pont-Ecrepin, Orne, les 8 et 15 février 2009.
- Canton de Saint-Philippe, La Réunion, les 1er et 8 mars 2009.
- Canton de Pont-sur-Yonne, Yonne, les 1er et 8 mars 2009.
- Canton de Colombes-Nord-Ouest, Hauts-de-Seine, les 8 et 15 mars 2009.
- Canton de Sainte-Suzanne, La Réunion, le 22 mars 2009.
- Canton de Privas, Ardèche, les 22 et 29 mars 2009.
- Canton d'Ajaccio-6, Corse-du-Sud, les 19 et 26 avril 2009.
- Canton de Nice XII, Alpes-Maritimes, les 3 et 10 mai 2009.
- Canton de Nérondes, Cher, les 10 et 17 mai 2009.
- Canton de Guerville, Yvelines, les 17 et 24 mai 2009.
- Canton de Poissy-Sud, Yvelines, les 17 et 24 mai 2009.
- Canton d'Alençon-3, Orne, les 7 et 14 juin 2009.
- Canton de Redon, Ille-et-Vilaine, les 7 et 14 juin 2009.
- Canton de Saint-Maur-des-Fossés-Centre, Val-de-Marne, les 7 et 14 juin 2009.
- Canton d'Anduze, Gard, les 7 et 14 juin 2009.
- Canton d'Auxerre-Nord-Ouest, Yonne, les 21 et 28 juin 2009.
- Canton de Mantes-la-Jolie, Yvelines, les 21 et 28 juin 2009.
- Canton de Satillieu, Ardèche, le 28 juin 2009.
- Canton de Belin-Beliet, Gironde, les 19 et 26 juillet 2009.
- Canton de Sada, Mayotte, le 9 août 2009.
- Canton d'Alzonne, Aude, le 30 août 2009.
- Canton de Solliès-Pont, Var, les 30 août et 6 septembre 2009.
- Canton de Mauléon, Deux-Sèvres, les 13 et 20 septembre 2009.
- Canton d'Argenteuil-Est, Val-d'Oise, les 20 et 27 septembre 2009.
- Canton de Limours, Essonne, les 20 et 27 septembre 2009.
- Canton du Puy-en-Velay-Ouest, Haute-Loire, les 27 septembre et 4 octobre 2009.
- Canton de Saint-Leu-2, La Réunion, les 27 septembre et 4 octobre 2009.
- Canton de Saint-Denis-4, La Réunion, les 27 septembre et 4 octobre 2009.
- Canton de Moyenneville, Somme, les 4 et 11 octobre 2009.
- Canton de Nogent, Haute-Marne, les 11 et 18 octobre 2009.
- Canton de Tsingoni, Mayotte, le 18 octobre 2009.
- Canton de Saint-Pierreville, Ardèche, les 8 et 15 novembre 2009.
- Canton de Hochfelden, Bas-Rhin, les 8 et 15 novembre 2009.
- Canton des Abymes-1, Guadeloupe, les 22 et 29 novembre 2009.
- Canton de Monthois, Ardennes, les 22 et 29 novembre 2009.
- Canton de Vitrolles, Bouches-du-Rhône, les 22 et 29 novembre 2009.
- Canton de Bernay-Ouest, Eure, les 6 et 13 décembre 2009.

### Élections cantonales partielles en 2010
- Canton d'Aurillac IV, Cantal, les 24 et 31 janvier 2010.
- Canton de Saint-Martin-de-Valamas, Ardèche, le 31 janvier 2010.
- Canton de La Garenne-Colombes, Hauts-de-Seine, les 14 et 21 mars 2010.
- Canton de Sainte-Enimie, Lozère, le 21 mars 2010.
- Canton d'Arcis-sur-Aube, Aube, les 18 et 25 avril 2010.
- Canton de Castelnaudary-Nord, Aude, les 25 avril et 2 mai 2010.
- Canton de La Ravoire, Savoie, les 25 avril et 2 mai 2010.
- Canton de Troyes-2, Aube, les 6 et 13 juin 2010.
- Canton de Ploërmel, Morbihan, les 6 et 13 juin 2010.
- Canton de Villeurbanne-Centre, Rhône, les 6 et 13 juin 2010.
- Canton de Houdain, Pas-de-Calais, les 13 et 20 juin 2010.
- Canton d'Olmeto, Corse-du-Sud, le 20 juin 2010.
- Canton de Tourcoing-Nord-Est, Nord, les 27 juin et 4 juillet 2010.
- Canton de Chenerailles, Creuse, le 4 juillet 2010.
- Canton des Essarts, Vendée, le 21 et 28 novembre 2010.
- Canton de Montaigu, Vendée, le 21 et 28 novembre 2010.
- Canton de Saint-Firmin, Hautes-Alpes, le 21 et 28 novembre 2010.
- Canton de Venaco, Haute-Corse, le 5 décembre 2010.

### Élections cantonales partielles en 2011
- Canton de Corrèze,Corrèze, le 25 septembre.
- Canton d'Aubusson, Creuse, le 25 septembre.
- Canton de Bayon, Meurthe-et-Moselle, le 4 décembre.

### Élections cantonales partielles en 2012
- Canton de Conlie,Sarthe, les 15 et 22 janvier.
- Canton de La Chambre, Savoie, les 12 et 19 février.
- Canton de Capesterre-Belle-Eau-1, Guadeloupe, les 18 et 25 mars.
- Canton de Saint-Étienne-de-Lugdarès, Ardèche, le 25 mars.
- Canton de Brignoles, Var, les 24 juin et 1er juillet.
- Canton de Munster, Haut-Rhin, les 1er et 8 juillet.
- Canton du Vésinet, Yvelines, les 1er et 8 juillet.
- Canton de Ris-Orangis, Essonne, les 9 et 16 septembre.
- Canton de Maillezais, Vendée, les 9 et 16 septembre.
- Canton de Levens, Alpes-Maritimes, les 9 et 16 septembre.
- Canton de Sarre-Union, Bas-Rhin, les 7 et 14 octobre.
- Canton de Montargis, Loiret, les 14 et 21 octobre.

### Élections cantonales partielles en 2013
- Canton de Mantes-la-Jolie, Yvelines, les 30 juin et 7 juillet.
- Canton d'Aubenton, Aisne, les 1er septembre et 8 septembre.
- Canton de Brignoles, Var, les 6 octobre et 13 octobre.

### Élections cantonales partielles en 2014
- Canton de Saint-Sever-Calvados, Calvados, les 2 et 9 novembre 2014.

### Élections départementales partielles en 2015
- Canton de Villeneuve-sur-Yonne, Yonne, les 5 et 12 juillet.
- Canton d'Équeurdreville-Hainneville, Manche, les 6 et 13 décembre 2015.
- Canton de Villedieu-les-Poêles, Manche, le 6 décembre 2015.

## Source
- Les élections cantonales partielles sur le site du ministère de l'Intérieur